# Francisco de la Obra Martínez
Francisco de la Obra Martinez, llamado Paco de la Obra (Úbeda, provincia de Jaén, España, 28 de enero de 1894 – Algeciras, provincia de Cádiz, España, 10 de julio de 1941 con 47 años) fue un músico y letrista de "palos flamencos", Fandangos, Soleares, Malagueñas, Bulerias, Tarantas, Milongas, Campanilleros, Medía Granaína, interpretadas por Corruco de Algeciras y Niño de Alora.
Pasando mucho tiempo en los ambientes festivos con otros guitarristas locales de esa época, El Titi, Manuel de la Cuesta (Manitas de Plata), Chaqueta, Antonio Sánchez (El padre de Paco de Lucía), El Pichini, Choclero, Luis El Ciego y otros.

## Bulerías
1. El querer de esta gitana - 1931
2. La cara de esta gitana - 1932

## Bulerías por Soleá
1. Pongo el tiempo por testigo - 1931

## Campanilleros
1. En sus brazos llevaba María - 1932
2. Jesucristo miro frente a frente - 1932
3. La grandeza que encierra ese libro - 1932
4. Una tarde, rezando el rosario - 1932

## Fandangos
1. Acariciando el dinero – 1931
2. A darte golpes de pecho – 1932
3. A mi conciencia perdón – 1932
4. A ti te pasa lo contrario – 1931
5. A tu querer le estorbaba – 1932
6. Como una cosa perdía - 1932
7. Con la ilusión del dinero -1931
8. Creyéndome que eras buena - 1932
9. Del mundo y de los placeres – 1931
10. De no volverte a mirar – 1931
11. De tu avaricia el castigo – 1932
12. Devolverme la salud – 1931
13. El fruto de tu querer – 1931
14. Entre palmas y alegría – 1931
15. Escucharlo me dio pena – 1931
16. Estoy haciendo un sacrificio - 1932
17. Guiala por buen camino – 1932
18. Hacerme de tu querer - 1931
19. Juguete de tu maldad - 1932
20. La historia de su querer – 1932
21. Le hable del amor un día – 1932
22. Limosna de puerta en puerta – 1932
23. Lo que gozaba a tu vera - 1931
24. Lo que vale la amistad – 1932
25. Los instinto de una fiera – 1932
26. Los secretos del querer – 1932
27. Madre por Dios ten talento - 1931
28. Me vi por ti, mujer mala – 1931
29. Mirando pal firmamento – 1931
30. Mujer que ríe triunfante – 1931
31. Ni porque tienes dinero – 1931
32. Para curar los desengaños - 1931
33. Para una madre el corazón - 1931
34. Por culpa de tu querer – 1932
35. Por olviar tu querer – 1931
36. Por olviarte un momento – 1932
37. Por qué le mancha su honor – 1931
38. Porque manchastes mi honra – 1932
39. Por tu dinero y tu orgullo – 1932
40. Por un puñao de dinero – 1932
41. Que a su palomar volvió – 1932
42. Que cosa seria el querer – 1932
43. Que hubo a ser feliz contigo – 1932
44. Que lleva mi misma sangre - 1931
45. Que me besaba las manos – 1931
46. Que me parte el corazón – 1932
47. Que ni yo te puedo ver - 1931
48. Que por mi estabas llorando – 1932
49. Que tan mal te aconsejo - 1931
50. Que tú seas mi compañera - 1931
51. Que tú vales más que yo – 1931
52. Que yo fuera un desgraciao – 1932
53. Que yo te vuelva a querer – 1932
54. Quítate de mi camino – 1932
55. Sabiendo lo que te quiero – 1931
56. Se marchita de momento – 1932
57. Si dominarme no puedo – 1932
58. Si me falta tu querer – 1932
59. Sin dinero y despreciao – 1932
60. Sin motivo ni razón – 1932
61. Te mata el remordimiento – 1931
62. Tu no puedes ser decente – 1932
63. Un continuo padecer – 1932
64. Un grito de libertad (fandango republicano, otros títulos, Lleva una franja morá, ¡Ay! un grito de libertad – 1931
65. Un verso escrito con sangre - 1932
66. Y déjame de una vez – 1931
67. Y el cautivo libertad – 1932
68. Y el corazón te engaño - 1931
69. Y que besas mi retrato – 1931
70. Y también mi corazón – 1932
71. Yo he perdió hasta el sentío – 1932
72. Yo inocente me dormía – 1931
73. Yo te encontré en mi camino – 1931

## Guajiras
1. No soy criollo mi amo - 1932

## Malagueñas
1. Y no me falta a mi el sentío - 1931

## Media Granaína
1. El fruto de tu querer - 1932

## Milongas
1. En los brazos de mi mare - 1931

## Seguiriyas
1. Murmura la gente - 1932
2. No estas tu a mi lao - 1932
3. Tranquilo yo no vivo - 1932

## Soleares
1. Cuando te siento llorar - 1931
2. Hasta los santos del cielo - 1931
3. No llamarme por María (otro título, Por María, no llamarme) - 1932